# Ribine
Ribine (bułg. Рибине) – rzeka w północno-zachodniej Bułgarii, w obwodzie Wraca i obwodzie Montana. 
Ribene bierze swój początek z połączenia kilku mniejszych strumyków na północnych stokach grzbietu Malin kamyk, a uchodzi do Ogosty. Rzeka ma 47 km długości. Powierzchnia dorzecza rzeki to 269 km². Maksymalny przepływ rzeki występuje w kwietniu, natomiast minimalny w sierpniu. Ribene wraz z jej dopływami jest wykorzystywana do nawadniania pól uprawnych, na jej drodze wybudowane zostały liczne małe mikrozbiorniki retencyjne.